# Partido Socialista dos Operários e Camponeses (Rússia)
O Partido Socialista dos Operários e Camponeses (em russo:  Rabochaia-krestianskaia sotsialisticheskaia partiia, RKSP) foi um partido oposicionista russo criado em 1921 pelo antigo marinheiro e ex-bolchevique Vasilii Lukich Paniushkin.

## Origem
Em 1920 Paniushkin foi um dos organizadores de um grupo oposicionista dentro da estrutura do Partido Comunista em Moscovo, que em outubro desse ano tomou o controlo da comissão municipal de Bauman, e em novembro ficou a poucos votos de derrotar a lista apoiada por Lenine para a comissão regional de Moscovo. A facção de Paniushkin contestava o que considerava ser a corrupção no aparelho do partido e considerava que a raiz do problema era a influência dos militantes oriundos da classe média, que deveria ser contrabalançada pelos operários da indústria (onde o grupo tinha mais apoiantes era nas fábricas de armamento). Ainda que sendo genericamente considerados como parte da Oposição Operária, as suas ligações reais com essa tendência eram vagas e informais.
Paniushkin foi também crítico da introdução da Nova Política Económica (NEP), que segundo ele restauraria o poder da burguesia, e em março de 1921 acusou as medidas governamentais sobre imposto em espécie e liberalização do comércio de favorecerem os capitalistas e os proprietários. Pouco depois deixou o Partido Comunista.

## O Partido Socialista dos Operários e Camponeses
Em abril de 1921 (a data exata é incerta, com outras fontes indicando que o partido já existiria no final de 1920), após abandonar o Partido Comunista, Paniushkin criou o Partido Socialista dos Operários e Camponeses, que recruta cerca de 200 militantes e mantêm uma sede em Moscovo, tendo algum apoio entre os dissidentes comunistas dos municípios de Bauman e Gorodskai e entre os trabalhadores dos elétricos (que tinham entrado em greve em 1920).
Nas eleições de abril de 1921, Paniushkin é eleito para o soviete de Moscovo, e o RKSP dirige um apelo ao soviete considerando que os sovietes tinham perdido o poder real, que estaria nas mãos dos órgãos executivos e do Partido Comunista, e que seria preciso voltar ao espírito de 1917, e também propondo que o presidente do soviete e do seu comité executivo fossem pessoas diferentes. A 31 de maio, Paniushkin, junto com outros dois delegados, propôe que os delegados ao soviete não possam ser presos sem aprovação do plenário do soviete, mas a proposta é alterada pela maioria bolchevique, no sentido de ser apenas necessária autorização após a prisão.
A 7 de junho, a pretexto que planeariam roubar equipamento de impressão, a sede do RKSP é fechada pela polícia e muitos dos seus militantes são presos (como Paniushkin) ou exilados, levando na prática ao fim do partido.
Paniushkin foi libertado no final de 1921 e regressou ao Partido Comunista.

## Ideias
O RKSP defendia o reforço do poder dos sovietes (o seu principal slogan era "O poder aos sovietes, não aos partidos"), e, na economia, que os cargos dirigentes fossem nomeados pelos sindicatos, podendo ser destituídos por estes a todo o momento (assemelhando-se ao programa da Oposição Operária). No seu apelo ao soviete de Moscovo, defendia direitos políticos para todos os grupos não-bolcheviques que fossem a favor dos sovietes e "não tivessem traído a classe operária" (o que presumivelmente incluiria os Socialistas Revolucionários de Esquerda, os anarquistas, os dissidentes dos bolcheviques - como o próprio RKSP - e a ala esquerda dos mencheviques), e restrições ao uso da pena de morte.
O RKSP e Paniushkin eram acusados (nomedamente pelo órgão bolchevique Pravda) de usar uma retórica antissemita e de agitar "a bandeira de Kronstadt".